# Bellis
Bellis is een geslacht uit de composietenfamilie (Asteraceae). In Nederland komt alleen het madeliefje (Bellis perennis) voor. Het geslacht kent verder de volgende soorten en ondersoorten (subsp.):
- Bellis annua
- Bellis annua subsp. annua
- Bellis annua subsp. vandasii
- Bellis azorica
- Bellis bernardii
- Bellis caerulescens
- Bellis hybrida
- Bellis hyrcanica
- Bellis longifolia
- Bellis microcephala
- Bellis perennis subsp. perennis
- Bellis rotundifolia
- Bellis rotundifolia subsp. caerulescens

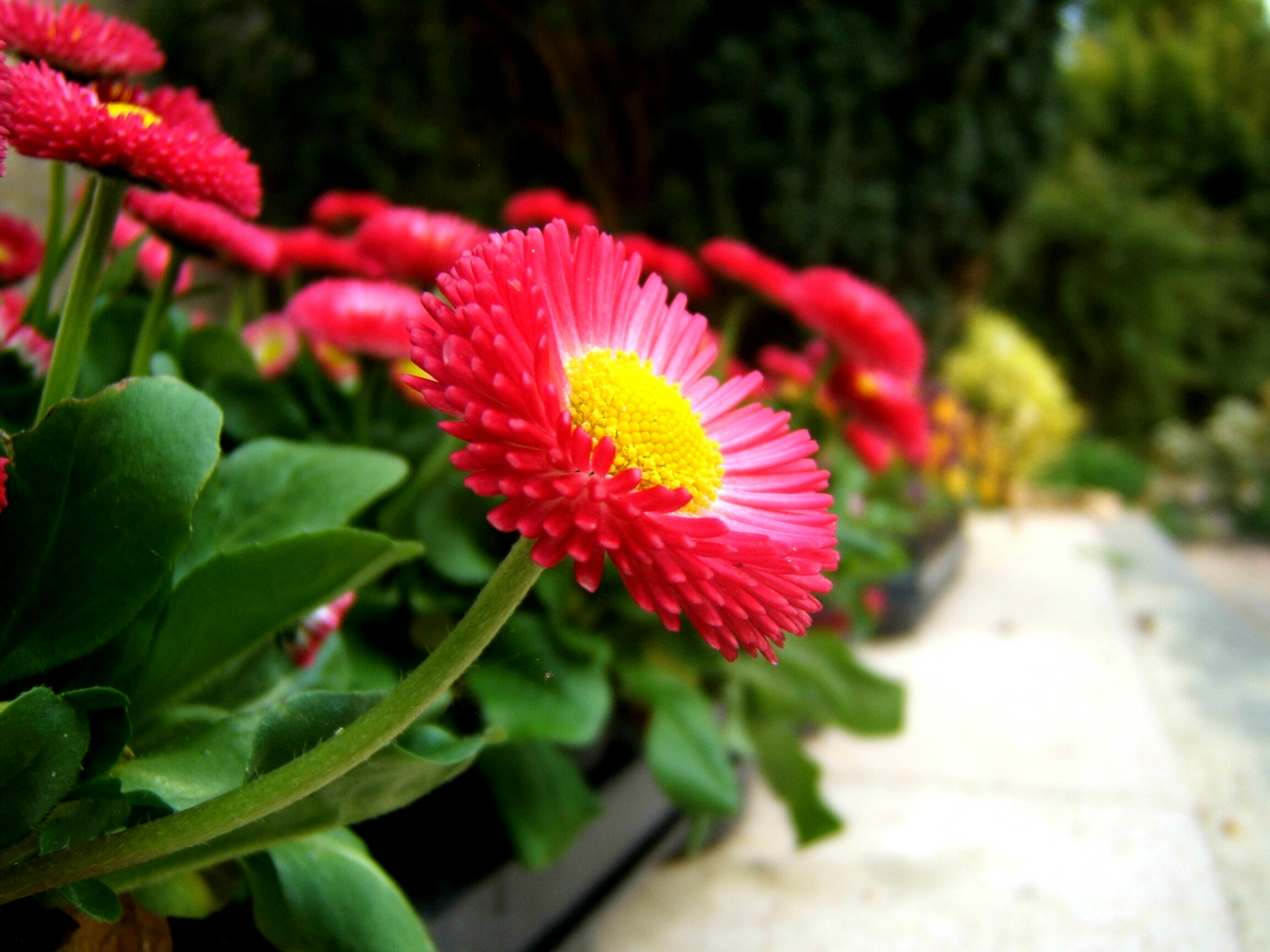
Dubbel madeliefje

- Bellis sylvestris